# Lantan
Lantan é uma comuna francesa na região administrativa do Centro, no departamento de Cher. Estende-se por uma área de 13,36 km². Em 2010 a comuna tinha 93 habitantes (densidade: 7 hab./km²).